# Ларсен, Тёгер
Тёгер Ла́рсен (дат. Thøger Larsen; 5 апреля 1875 — 29 мая 1928) — датский поэт и переводчик. Известен в основном благодаря своим лирическим произведениям, которые частично были положены на музыку и входят в датское национальное наследие. Как поэт является представителем символизма 1890-х годов. Его стихотворение «Датское лето» из сборника «Генеалогическое древо» (1914) входит в Датский культурный канон. Это стихотворение было положено на музыку Олуфом Рингом и вошло в «Højskolesang», наиболее известный датский песенник тех времён.
Родился в семье слесаря. В 1892 году, сдав экзамены, получил так называемый «диплом о предварительном образовании», который согласно закону от 1881 года разрешал заниматься начальным преподаванием. После этого он начал работать частным репетитором; данная работа оставляла ему время для самообразования и занятий поэзией. В 1896—1911 годах работал помощником инспектора-землемера в Лемвиге, с 1904 по 1923 год был редактором издания Lemvig Dagblad. В 1904 году женился на Туре Палудан.
Первый сборник стихов Ларсена, «Дикие розы», был опубликован в 1895 году. В 1923 году вышел сборник «Земля», который принёс ему известность. В 1923—1925 годах был главным редактором журнала Atlantis. В 1925 году получил премию Отто Бензонса, которая позволила ему совершить путешествие в Италию, однако в то время его здоровье было уже сильно подорвано сахарным диабетом. Ларсен скончался спустя несколько лет.
При жизни пользовался популярностью и достаточно широкой известностью, однако подлинно выдающимся поэтом не считался. Считается, тем не менее, что его творчество оказало влияние на многих датских поэтов XX века. Помимо поэзии, занимался также любительской астрономией, переводил древнеисландские саги (в том числе Старшую Эдду) и персидскую поэзию, в основном Омара Хайяма.